# Cerkiew Wprowadzenia Matki Bożej do Świątyni w Kowlu
Cerkiew Wprowadzenia Matki Bożej do Świątyni – jedna z prawosławnych cerkwi w Kowlu. Jest świątynią parafii w eparchii włodzimiersko-wołyńskiej Ukraińskiego Kościoła Prawosławnego Patriarchatu Moskiewskiego.
Cerkiew pod wezwaniem Wprowadzenia Matki Bożej do Świątyni istniała w Kowlu co najmniej od początku XVI wieku. W toku swojej historii była kilkakrotnie niszczona. W czasie ostatniego pożaru, w 1944, spłonęła całkowicie. Odbudowa cerkwi została rozpoczęta dopiero 29 sierpnia 1998, gdy biskup wołyński Szymon (Szostacki) położył symboliczny kamień węgielny. Ten sam duchowny pięć lat później, 26 lipca 2003 poświęcił gotową świątynię, wzniesioną całkowicie z darów prywatnych. Cerkiew została natychmiast siedzibą parafii, która należy do dekanatu kowelskiego – Wprowadzenia Matki Bożej do Świątyni (od wezwania świątyni). W obiekcie trwają prace nad wykonaniem wewnętrznej dekoracji malarskiej.
Szczególnie czczona przez wiernych jest przechowywana w cerkwi ikona św. Pantelejmona z cząsteczką relikwii.